# Vandellia (Plantae)
Vandellia, biljni rod iz porodice ljuborovki (Linderniaceae). Pripadaju mu 53 vrste u tropskom i suptropskom Starom svijetu; znatan dio u Australiji

## Opis
Jednogodišnje biljke i polugrmovi. Rod je opisan u Austral. Syst. Bot. 31: 249 (2018) 

## Vrste
1. Vandellia annamensis (T. Yamaz.) Eb. Fisch., Schäferh. & Kai Müll.
2. Vandellia aplectra (W. R. Barker) Eb. Fisch., Schäferh. & Kai Müll.
3. Vandellia brevipedunculata (Migo) T. Yamaz.
4. Vandellia brucei (R. A. Howard) Eb. Fisch., Schäferh. & Kai Müll.
5. Vandellia cambodgiana (Bonati) Eb. Fisch., Schäferh. & Kai Müll.
6. Vandellia cerastoides Collett & Hemsl.
7. Vandellia chrysoplectra (W. R. Barker) Eb. Fisch., Schäferh. & Kai Müll.
8. Vandellia clausa F. Muell.
9. Vandellia cleistandra (W. R. Barker) Eb. Fisch., Schäferh. & Kai Müll.
10. Vandellia cyrtotricha (P. C. Tsoong & T. C. Ku) Y. S. Liang & J. C. Wang
11. Vandellia delicatula (P. C. Tsoong & T. C. Ku) Eb. Fisch., Schäferh. & Kai Müll.
12. Vandellia diffusa L.; tipična vrsta
13. Vandellia eberhardtii (Bonati) Eb. Fisch., Schäferh. & Kai Müll.
14. Vandellia elata Benth.
15. Vandellia eremophiloides (W. R. Barker) Eb. Fisch., Schäferh. & Kai Müll.
16. Vandellia harmandii (Bonati) Eb. Fisch., Schäferh. & Kai Müll.
17. Vandellia humilis (Bonati) Eb. Fisch., Schäferh. & Kai Müll.
18. Vandellia hypandra (W. R. Barker) Eb. Fisch., Schäferh. & Kai Müll.
19. Vandellia junciformis (Bonati) Eb. Fisch., Schäferh. & Kai Müll.
20. Vandellia khaoyaiensis (T. Yamaz.) Eb. Fisch., Schäferh. & Kai Müll.
21. Vandellia kiangsiensis (P. C. Tsoong) Eb. Fisch., Schäferh. & Kai Müll.
22. Vandellia laotica Bonati
23. Vandellia latifolia (Blume) Benth.
24. Vandellia lobelioides F. Muell.
25. Vandellia longituba T. Yamaz.
26. Vandellia macrobotrys (P. C. Tsoong) Eb. Fisch., Schäferh. & Kai Müll.
27. Vandellia macrosiphonia (F. Muell.) Eb. Fisch., Schäferh. & Kai Müll.
28. Vandellia maxwellii (T. Yamaz.) Eb. Fisch., Schäferh. & Kai Müll.
29. Vandellia megaphylla (P. C. Tsoong) Eb. Fisch., Schäferh. & Kai Müll.
30. Vandellia micrantha (D. Don) Eb. Fisch., Schäferh. & Kai Müll.
31. Vandellia montana (Blume) Benth.
32. Vandellia multiflora (Roxb.) G. Don
33. Vandellia punctata Prain
34. Vandellia purpurea (Kerr ex Barnett) Eb. Fisch., Schäferh. & Kai Müll.
35. Vandellia rivularis (Kerr ex Barnett) Eb. Fisch., Schäferh. & Kai Müll.
36. Vandellia saginiformis Bonati
37. Vandellia satakei (T. Yamaz.) Eb. Fisch., Schäferh. & Kai Müll.
38. Vandellia scapigera (R. Br.) Benth.
39. Vandellia scutellariiformis (T. Yamaz.) T. Yamaz.
40. Vandellia senegalensis Benth.
41. Vandellia setulosa (Maxim.) T. Yamaz.
42. Vandellia stemodioides Miq.
43. Vandellia stictantha (Hiern) Eb. Fisch., Schäferh. & Kai Müll.
44. Vandellia stolonifera (T. Yamaz.) Eb. Fisch., Schäferh. & Kai Müll.
45. Vandellia stricta (P. C. Tsoong & T. C. Ku) Eb. Fisch., Schäferh. & Kai Müll.
46. Vandellia subracemosa (De Wild.) Eb. Fisch., Schäferh. & Kai Müll.
47. Vandellia subulata (R. Br.) Benth.
48. Vandellia tectanthera (W. R. Barker) Eb. Fisch., Schäferh. & Kai Müll.
49. Vandellia thorelii Bonati
50. Vandellia tonkinensis Bonati
51. Vandellia vogelii (Skan) Eb. Fisch., Schäferh. & Kai Müll.
52. Vandellia yamazakii Sutthis., Chantar. & D. A. Simpson
53. Vandellia yaoshanensis (P. C. Tsoong) Eb. Fisch., Schäferh. & Kai Müll.

## Sinonimi
- Hyogeton Steud.; Nomencl. Bot., ed. 2, 1: 785 (1840)
- Ilyogeton Endl.; Gen. Pl.: 684 (1839)
- Trichotaenia T.Yamaz.; J. Jap. Bot. 28: 40 (1953)
- Vriesea Hassk.; Flora 25(2, Beibl. 1): 27 (1842)